# Muscle droit inférieur de l'œil
 (novembre 2023).
Si vous disposez d'ouvrages ou d'articles de référence ou si vous connaissez des sites web de qualité traitant du thème abordé ici, merci de compléter l'article en donnant les références utiles à sa vérifiabilité et en les liant à la section « Notes et références ».
Le muscle droit inférieur du bulbe de l'œil ou muscle droit inférieur de l'œil est un muscle oculomoteur et un des quatre muscles droits de l'œil.

## Description
- Origine dorsale: il naît de l'apex orbitaire au niveau du ligament de Zinn (fixé sur le corps du sphénoïde).
- Trajet: ses fibres se dirigent en avant vers la face inférieure du globe oculaire.
- Terminaison antérieure: il s'achève par une aponévrose large et aplatie sur la partie antéro-inférieure de la sclérotique.

## Innervation
Il est innervé par la branche inférieure du nerf oculomoteur, 3e nerf crânien.

## Action
L'action de ce muscle est de faire tourner le globe oculaire permettant principalement son abaissement, associé à une abduction et une rotation en dedans.